# Europese auto in 2011
Dit artikel geeft een overzicht van alle Europese personenwagens die in 2011 op de markt kwamen. De auto's staan alfabetisch gerangschikt per merk.

## West-Europa
| Aston Martin |                  | concern:                                                                            | onafhankelijk |
| Aston Martin | divisie:         |                                                                                     |               |
| Aston Martin | merk:            | Aston Martin Verenigd Koninkrijk                                                    |               |
| Aston Martin | model:           | Cygnet kleine driedeurstadswagen (1 generatie; badge-engineered Toyota iQ uit 2008) |               |
| Aston Martin | einde productie: | 2013                                                                                |               |
| Aston Martin | productieaantal: | 786                                                                                 |               |

| Aston Martin |                  | concern:                         | onafhankelijk |
| Aston Martin | divisie:         |                                  |               |
| Aston Martin | merk:            | Aston Martin Verenigd Koninkrijk |               |
| Aston Martin | model:           | One-77 coupé-sportwagen          |               |
| Aston Martin | einde productie: | 2012                             |               |
| Aston Martin | productieaantal: | 77                               |               |

| Aston Martin |                  | concern:                                                              | onafhankelijk |
| Aston Martin | divisie:         |                                                                       |               |
| Aston Martin | merk:            | Aston Martin Verenigd Koninkrijk                                      |               |
| Aston Martin | model:           | Virage coupé-sportwagen / Volante cabriolet-sportwagen (2e generatie) |               |
| Aston Martin | einde productie: | 2012                                                                  |               |
| Aston Martin | productieaantal: | 1001                                                                  |               |

| Audi |                  | concern:                                                | Volkswagen AG Duitsland |
| Audi | divisie:         |                                                         |                         |
| Audi | merk:            | Audi Duitsland                                          |                         |
| Audi | model:           | A6 sedan / Avant stationwagen (4e generatie)            |                         |
| Audi | einde productie: | 2018                                                    |                         |
| Audi | productieaantal: | ca. 750.000 (verkocht in Europa en de Verenigde Staten) |                         |

| Audi |                  | concern:                         | Volkswagen AG Duitsland |
| Audi | divisie:         |                                  |                         |
| Audi | merk:            | Audi Duitsland                   |                         |
| Audi | model:           | Q3 cross-over-suv (1e generatie) |                         |
| Audi | einde productie: | 2018                             |                         |
| Audi | productieaantal: | ?                                |                         |

| Audi |                  | concern:                                                                                                | Volkswagen AG Duitsland |
| Audi | divisie:         | |                         |
| Audi | merk:            | Audi Duitsland                                                                                          |                         |
| Audi | model:           | RS3 Sportback stationwagen (1e generatie; krachtiger variant van de 2e generatie A3 Sportback uit 2004) |                         |
| Audi | einde productie: | december 2012                                                                                           |                         |
| Audi | productieaantal: | enkele duizenden                                                                                        |                         |

| Bentley |                  | concern:                                            | Volkswagen AG Duitsland |
| Bentley | divisie:         |                                                     |                         |
| Bentley | merk:            | Bentley Verenigd Koninkrijk                         |                         |
| Bentley | model:           | Continental GT coupé / GTC cabriolet (2e generatie) |                         |
| Bentley | einde productie: | 2018                                                |                         |
| Bentley | productieaantal: | ?                                                   |                         |

| BMW |                  | concern:                                                                         | onafhankelijk |
| BMW | divisie:         |                                                                                  |               |
| BMW | merk:            | BMW Duitsland                                                                    |               |
| BMW | model:           | 1-serie M Coupé (1e generatie; sportiever variant van de 1-serie coupé uit 2007) |               |
| BMW | einde productie: | juni 2012                                                                        |               |
| BMW | productieaantal: | 6331                                                                             |               |

| BMW |                  | concern:                                      | onafhankelijk |
| BMW | divisie:         |                                               |               |
| BMW | merk:            | BMW Duitsland                                 |               |
| BMW | model:           | 1-serie vijfdeurhatchback (F20; 2e generatie) |               |
| BMW | einde productie: | 2019                                          |               |
| BMW | productieaantal: | ?                                             |               |

| BMW |                  | concern:                                                                              | onafhankelijk |
| BMW | divisie:         |                                                                                       |               |
| BMW | merk:            | BMW Duitsland                                                                         |               |
| BMW | model:           | M5 sedan (F10; 5e generatie; krachtiger variant van de 6e generatie 5-serie uit 2009) |               |
| BMW | einde productie: | 2016                                                                                  |               |
| BMW | productieaantal: | ca. 20.600                                                                            |               |

| BMW |                  | concern:                                                                     | onafhankelijk |
| BMW | divisie:         |                                                                              |               |
| BMW | merk:            | BMW Duitsland                                                                |               |
| BMW | model:           | 6-serie cabriolet / coupé (3e generatie; de vierdeurcoupé verscheen in 2012) |               |
| BMW | einde productie: | 2018                                                                         |               |
| BMW | productieaantal: | ?                                                                            |               |

| Chevrolet |                  | concern:                                                                                     | General Motors Verenigde Staten |
| Chevrolet | divisie:         |                                                                                              |                                 |
| Chevrolet | merk:            | Chevrolet Verenigde Staten                                                                   |                                 |
| Chevrolet | model:           | Cruze vijfdeurhatchback (afgeleid van de 1e generatie sedan uit 2009 voor de Europese markt) |                                 |
| Chevrolet | einde productie: | 2016                                                                                         |                                 |
| Chevrolet | productieaantal: | ?                                                                                            |                                 |

| Chrysler |                  | concern: | onafhankelijk |
| Chrysler | divisie:         | |               |
| Chrysler | merk:            | Chrysler Verenigde Staten                                                                                   |               |
| Chrysler | model:           | Delta vijfdeurhatchback (badge-engineered 3e generatie Lancia Delta uit 2008 voor de Britse en Ierse markt) |               |
| Chrysler | einde productie: | 2014 |               |
| Chrysler | productieaantal: | 959 |               |

| Citroën |                  | concern:                                  | PSA Peugeot Citroën Frankrijk |
| Citroën | divisie:         |                                           |                               |
| Citroën | merk:            | Citroën Frankrijk                         |                               |
| Citroën | model:           | DS4 vijfdeurhatchback (1e generatie)      |                               |
| Citroën | einde productie: | 2015 (ging na een facelift verder als DS) |                               |
| Citroën | productieaantal: | ruim 100.000 (verkocht in Europa)         |                               |

| Citroën |                  | concern:                                  | PSA Peugeot Citroën Frankrijk |
| Citroën | divisie:         |                                           |                               |
| Citroën | merk:            | Citroën Frankrijk                         |                               |
| Citroën | model:           | DS5 vijfdeurhatchback (1 generatie)       |                               |
| Citroën | einde productie: | 2015 (ging na een facelift verder als DS) |                               |
| Citroën | productieaantal: | ca. 60.000 (verkocht in Europa)           |                               |

| Ferrari |                  | concern:                                                         | FIAT Italië |
| Ferrari | divisie:         |                                                                  |             |
| Ferrari | merk:            | Ferrari Italië                                                   |             |
| Ferrari | model:           | 458 Spider cabriolet-sportwagen (afgeleid van de coupé uit 2009) |             |
| Ferrari | einde productie: | 2015                                                             |             |
| Ferrari | productieaantal: | 1248                                                             |             |

| Ferrari |                  | concern:             | FIAT Italië |
| Ferrari | divisie:         |                      |             |
| Ferrari | merk:            | Ferrari Italië       |             |
| Ferrari | model:           | FF shooting brake-GT |             |
| Ferrari | einde productie: | 2016                 |             |
| Ferrari | productieaantal: | 2291                 |             |

| FIAT |                  | concern:                                                               | onafhankelijk |
| FIAT | divisie:         |                                                                        |               |
| FIAT | merk:            | FIAT Italië                                                            |               |
| FIAT | model:           | Fiat Freemont cross-over-suv (badge-engineered Dodge Journey uit 2008) |               |
| FIAT | einde productie: | 2016                                                                   |               |
| FIAT | productieaantal: | 92.526 (verkocht in Europa)                                            |               |

| Ford |                  | concern:                                                      | Ford Motor Company Verenigde Staten |
| Ford | divisie:         | Ford of Europe Duitsland                                      |                                     |
| Ford | merk:            | Ford Verenigde Staten                                         |                                     |
| Ford | model:           | Focus vijfdeurhatchback / sedan / stationwagen (3e generatie) |                                     |
| Ford | einde productie: | 2018                                                          |                                     |
| Ford | productieaantal: | ruim 3,6 miljoen (verkocht in Europa en Noord-Amerika)        |                                     |

| Lamborghini |                  | concern:                                | Volkswagen AG Duitsland |
| Lamborghini | divisie:         |                                         |                         |
| Lamborghini | merk:            | Lamborghini Italië                      |                         |
| Lamborghini | model:           | Aventador coupé-sportwagen              |                         |
| Lamborghini | einde productie: | september 2022                          |                         |
| Lamborghini | productieaantal: | 11.465 (inclusief de roadster uit 2013) |                         |

| Lancia |                  | concern: | FIAT Italië |
| Lancia | divisie:         | |             |
| Lancia | merk:            | Lancia Italië |             |
| Lancia | model:           | Thema sedan (2e generatie; badge-engineered 2e generatie Chrysler 300C uit 2011; in het Verenigd Koninkrijk en Ierland als Chrysler verkocht) |             |
| Lancia | einde productie: | 2014 |             |
| Lancia | productieaantal: | ca. 5000 (verkocht) |             |

| Lancia |                  | concern: | FIAT Italië |
| Lancia | divisie:         | |             |
| Lancia | merk:            | Lancia Italië |             |
| Lancia | model:           | Voyager mpv (1 generatie; badge-engineered 5e generatie Chrysler Grand Voyager uit 2007; in het Verenigd Koninkrijk en Ierland als Chrysler verkocht) |             |
| Lancia | einde productie: | 2015 |             |
| Lancia | productieaantal: | 15.266 (verkocht) |             |

| Lancia Chrysler |                  | concern:                                                                                                 | FIAT Italië en Chrysler LLC Verenigde Staten |
| Lancia Chrysler | divisie:         | |                                              |
| Lancia Chrysler | merk:            | Lancia Italië en Chrysler Verenigde Staten                                                               |                                              |
| Lancia Chrysler | model:           | Ypsilon vijfdeurstadswagen (3e generatie; in het Verenigd Koninkrijk en Ierland onder Chrysler verkocht) |                                              |
| Lancia Chrysler | einde productie: | 2024 |                                              |
| Lancia Chrysler | productieaantal: | ca. 600.000 (verkocht t/m 2021)                                                                          |                                              |

| Land Rover |                  | concern:                                                               | Tata India |
| Land Rover | divisie:         |                                                                        |            |
| Land Rover | merk:            | Land Rover Verenigd Koninkrijk                                         |            |
| Land Rover | model:           | Range Rover Evoque compacte luxe- drie- en vijfdeur-suv (1e generatie) |            |
| Land Rover | einde productie: | 2018                                                                   |            |
| Land Rover | productieaantal: | ruim 450.000 (verkocht in Europa en Noord-Amerika)                     |            |

| McLaren |                  | concern:                                                                                            | onafhankelijk |
| McLaren | divisie:         | |               |
| McLaren | merk:            | McLaren Verenigd Koninkrijk                                                                         |               |
| McLaren | model:           | MP4-12C coupé-sportwagen (vanaf 2012 enkel 12C genoemd; in 2012 verscheen ook de cabriolet-variant) |               |
| McLaren | einde productie: | april 2014                                                                                          |               |
| McLaren | productieaantal: | ca. 2000 (enkel de coupé)                                                                           |               |

| Mercedes-Benz |                  | concern:                                          | Daimler Duitsland |
| Mercedes-Benz | divisie:         |                                                   |                   |
| Mercedes-Benz | merk:            | Mercedes-Benz Duitsland                           |                   |
| Mercedes-Benz | model:           | B-Klasse kleine mpv (2e generatie)                |                   |
| Mercedes-Benz | einde productie: | 2018                                              |                   |
| Mercedes-Benz | productieaantal: | ca. 600.000 (verkocht in Europa en Noord-Amerika) |                   |

| Mercedes-Benz |                  | concern:                                                           | Daimler Duitsland |
| Mercedes-Benz | divisie:         |                                                                    |                   |
| Mercedes-Benz | merk:            | Mercedes-Benz Duitsland                                            |                   |
| Mercedes-Benz | model:           | C-Klasse coupé (C204; 3e generatie; variant van de sedan uit 2007) |                   |
| Mercedes-Benz | einde productie: | juni 2015                                                          |                   |
| Mercedes-Benz | productieaantal: | ca. 151.000                                                        |                   |

| Mercedes-Benz |                  | concern:                                                                                    | Daimler Duitsland |
| Mercedes-Benz | divisie:         |                                                                                             |                   |
| Mercedes-Benz | merk:            | Mercedes-Benz Duitsland                                                                     |                   |
| Mercedes-Benz | model:           | CLS-Klasse vierdeurcoupé (C218; 2e generatie)                                               |                   |
| Mercedes-Benz | einde productie: | 2017                                                                                        |                   |
| Mercedes-Benz | productieaantal: | ca. 120.000 (verkocht in Europa en de Verenigde Staten; inclusief de stationwagen uit 2012) |                   |

| Mercedes-Benz |                  | concern:                                                                                         | Daimler Duitsland |
| Mercedes-Benz | divisie:         |                                                                                                  |                   |
| Mercedes-Benz | merk:            | Mercedes-Benz Duitsland                                                                          |                   |
| Mercedes-Benz | model:           | M-Klasse suv (W166; 3e generatie; na de facelift in 2015 GLE-Klasse genoemd)                     |                   |
| Mercedes-Benz | einde productie: | 2018                                                                                             |                   |
| Mercedes-Benz | productieaantal: | ruim 450.000 (verkocht in Europa en Noord-Amerika; inclusief de coupé-suv die in 2015 verscheen) |                   |

| Mercedes-Benz |                  | concern:                                                                            | Daimler Duitsland |
| Mercedes-Benz | divisie:         |                                                                                     |                   |
| Mercedes-Benz | merk:            | Mercedes-Benz Duitsland                                                             |                   |
| Mercedes-Benz | model:           | SLK-Klasse roadster (R172; 3e generatie; na de facelift in 2016 SLC-Klasse genoemd) |                   |
| Mercedes-Benz | einde productie: | 2020                                                                                |                   |
| Mercedes-Benz | productieaantal: | ruim 710.000 (verkocht t/m begin 2019)                                              |                   |

| Mercedes-Benz |                  | concern:                                                            | Daimler Duitsland |
| Mercedes-Benz | divisie:         |                                                                     |                   |
| Mercedes-Benz | merk:            | Mercedes-Benz Duitsland                                             |                   |
| Mercedes-Benz | model:           | SLS AMG Roadster (R197; 1 generatie; variant van de coupé uit 2010) |                   |
| Mercedes-Benz | einde productie: | juni 2014                                                           |                   |
| Mercedes-Benz | productieaantal: | 2799                                                                |                   |

| Mini |                  | concern:                                                                       | BMW Duitsland |
| Mini | divisie:         |                                                                                |               |
| Mini | merk:            | Mini Verenigd Koninkrijk                                                       |               |
| Mini | model:           | Coupé (1 generatie; sportiever variant van de 2e generatie hatchback uit 2007) |               |
| Mini | einde productie: | 2015                                                                           |               |
| Mini | productieaantal: | ?                                                                              |               |

| Opel Vauxhall |                  | concern:                                                                         | General Motors Verenigde Staten |
| Opel Vauxhall | divisie:         |                                                                                  |                                 |
| Opel Vauxhall | merk:            | Opel Duitsland en Vauxhall Verenigd Koninkrijk                                   |                                 |
| Opel Vauxhall | model:           | Ampera vijfdeurliftback (1e generatie; badge-engineered Chevrolet Volt uit 2010) |                                 |
| Opel Vauxhall | einde productie: | 2015                                                                             |                                 |
| Opel Vauxhall | productieaantal: | ruim 10.000                                                                      |                                 |

| Opel Vauxhall |                  | concern:                                                                                      | General Motors Verenigde Staten |
| Opel Vauxhall | divisie:         |                                                                                               |                                 |
| Opel Vauxhall | merk:            | Opel Duitsland en Vauxhall Verenigd Koninkrijk                                                |                                 |
| Opel Vauxhall | model:           | Astra GTC driedeurhatchback (1 generatie; verschillend van de 4e generatie vijfdeur uit 2009) |                                 |
| Opel Vauxhall | einde productie: | juni 2018                                                                                     |                                 |
| Opel Vauxhall | productieaantal: | ca. 40.000 (verkocht in Europa)                                                               |                                 |

| Opel Vauxhall |                  | concern:                                       | General Motors Verenigde Staten |
| Opel Vauxhall | divisie:         |                                                |                                 |
| Opel Vauxhall | merk:            | Opel Duitsland en Vauxhall Verenigd Koninkrijk |                                 |
| Opel Vauxhall | model:           | Zafira Tourer mpv (3e generatie)               |                                 |
| Opel Vauxhall | einde productie: | juni 2018                                      |                                 |
| Opel Vauxhall | productieaantal: | ?                                              |                                 |

| Pagani |                  | concern:                                                             | onafhankelijk |
| Pagani | divisie:         |                                                                      |               |
| Pagani | merk:            | Pagani Italië                                                        |               |
| Pagani | model:           | Huayra coupé-sportwagen (in 2017 verscheen ook een roadster-variant) |               |
| Pagani | einde productie: | 2022                                                                 |               |
| Pagani | productieaantal: | ?                                                                    |               |

| Peugeot |                  | concern:                                | PSA Peugeot Citroën Frankrijk |
| Peugeot | divisie:         |                                         |                               |
| Peugeot | merk:            | Peugeot Frankrijk                       |                               |
| Peugeot | model:           | 508 sedan / stationwagen (1e generatie) |                               |
| Peugeot | einde productie: | 2018                                    |                               |
| Peugeot | productieaantal: | ruim 500.000                            |                               |

| Porsche |                  | concern:                                                                      | onafhankelijk |
| Porsche | divisie:         |                                                                               |               |
| Porsche | merk:            | Porsche Duitsland                                                             |               |
| Porsche | model:           | 911 Speedster cabriolet (997; variant van de 6e generatie cabriolet uit 2005) |               |
| Porsche | einde productie: | 2011                                                                          |               |
| Porsche | productieaantal: | 365                                                                           |               |

| Porsche |                  | concern:                                                                        | onafhankelijk |
| Porsche | divisie:         |                                                                                 |               |
| Porsche | merk:            | Porsche Duitsland                                                               |               |
| Porsche | model:           | 911 coupé (991; 7e generatie)                                                   |               |
| Porsche | einde productie: | 2019                                                                            |               |
| Porsche | productieaantal: | 233.540 (inclusief de cabriolet uit 2012, targa uit 2014 en Speedster uit 2019) |               |

| Renault |                  | concern:                                                                                | onafhankelijk |
| Renault | divisie:         |                                                                                         |               |
| Renault | merk:            | Renault Frankrijk                                                                       |               |
| Renault | model:           | Fluence Z.E. elektrische sedan (gebaseerd op de Fluence met verbrandingsmotor uit 2009) |               |
| Renault | einde productie: | januari 2014                                                                            |               |
| Renault | productieaantal: | ?                                                                                       |               |

| Volkswagen SEAT Škoda |                  | concern: | Volkswagen AG Duitsland |
| Volkswagen SEAT Škoda | divisie:         | |                         |
| Volkswagen SEAT Škoda | merk:            | Volkswagen Duitsland, SEAT Spanje en Škoda Tsjechië |                         |
| Volkswagen SEAT Škoda | model:           | Up! stadsauto (1 generatie; eerst verscheen enkel de driedeurvariant in het thuisland; in 2012 kwam het model doorheen Europa op de markt en verscheen de vijfdeurvariant; in 2020 kwamen de elektrische varianten e-Up, Mii Electric en Citigo-e iV op de markt) Mii (badge-engineered versie van SEAT) Citigo (badge-engineered versie van Škoda) |                         |
| Volkswagen SEAT Škoda | einde productie: | 2020 (Citigo); eind 2021 (Mii); oktober 2023 (Up!) |                         |
| Volkswagen SEAT Škoda | productieaantal: | 1.021.731 Up!, 313.329 Citigo en 175.205 Mii (verkocht in Europa) |                         |

## Oekraïne
| ZAZ |                  | concern:                                                          | UKRAVTO Group Oekraïne |
| ZAZ | divisie:         |                                                                   |                        |
| ZAZ | merk:            | ZAZ Oekraïne                                                      |                        |
| ZAZ | model:           | Forza vijfdeurhatchback / sedan (badge-engineered Chery Fulwin 2) |                        |
| ZAZ | einde productie: | 2014                                                              |                        |
| ZAZ | productieaantal: | ?                                                                 |                        |